# Heinrich Roiss
Heinrich Roiss (* 3. Juni 1927 in Wien; † 29. April 1959 am Dhaulagiri) war einer der drei Erstbesteiger des Haramosh (7409 Meter) im Karakorum.

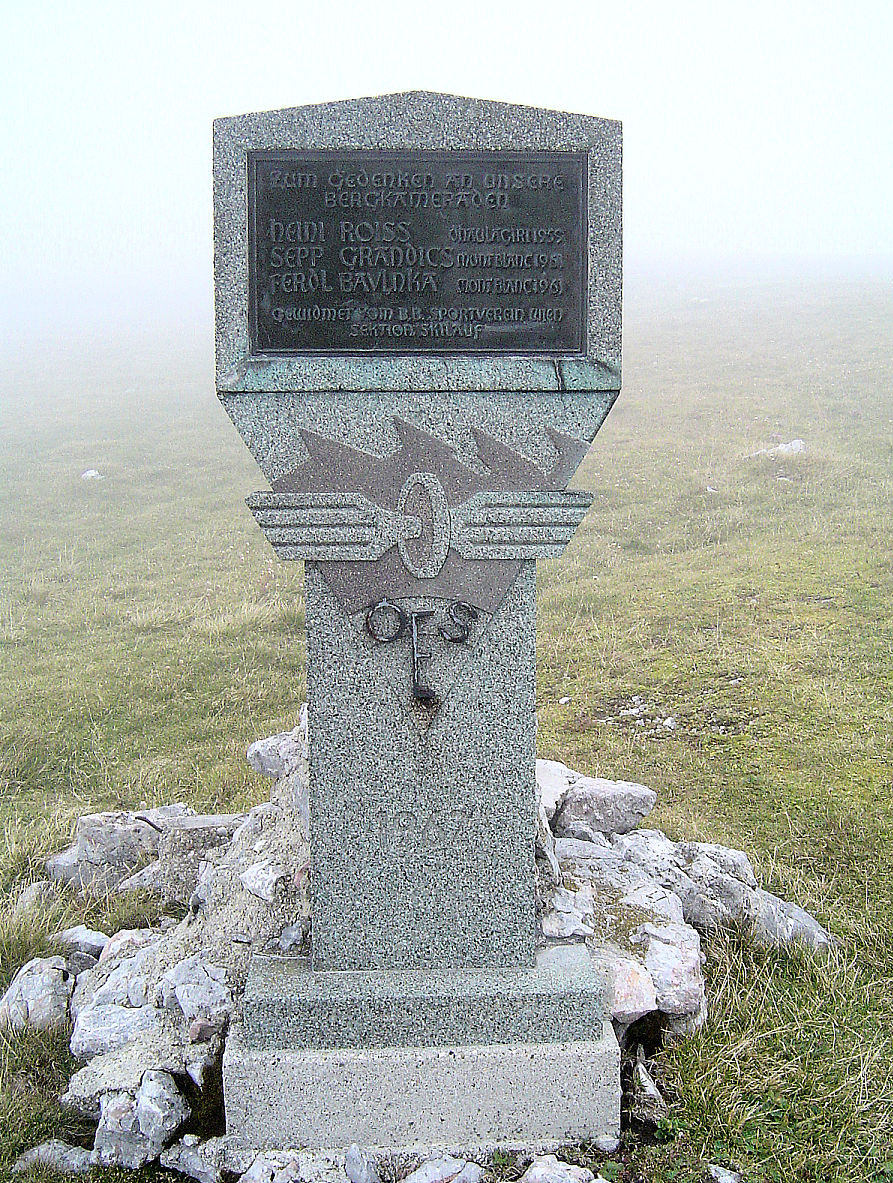
Gedenkstein für Heini Roiss, Sepp Grandics und Ferdl Bavlnka auf dem Schneeberg

Der Bundesbahnbeamte Heinrich Roiss galt als einer der besten Wiener Bergsteiger der Nachkriegszeit. 1956 nahm er mit Fritz Moravec an der Naturfreunde-Expedition zum Gasherbrum II teil. 1958 war er Leiter einer Expedition zum Haramosh, an der neben ihm Franz Mandl, Stefan Pauer, Rudolf Hammerschlag und Rudolf Ebner teilnahmen. Gemeinsam mit Pauer und Mandl stand er nach Überwindung eines sieben Kilometer langen Eisgrats am 4. August 1958 auf dem Gipfel des Haramosh. 1959 war Roiss Mitglied einer von Fritz Moravec angeführten österreichischen Expedition, die sich die Erstbesteigung des Dhaulagiri zum Ziel gesetzt hatte. Am 29. April 1959 starb Roiss an den Folgen eines Sturzes in eine 200 Meter tiefe Gletscherspalte in der Nähe von Lager II. Er wurde am Dhaula-Himal auf dem Weg zum sogenannten „Franzosenpass“ begraben. Seit 1964 ist die Roißgasse in Mauer (23. Bezirk) nach Heinrich Roiss benannt. Auf dem Schneeberg gibt es einen Gedenkstein, der an Roiss erinnert.